# Kraszew Wielki
Kraszew Wielki – wieś w Polsce położona w województwie łódzkim, w powiecie brzezińskim, w gminie Dmosin.
| SIMC    | Nazwa       | Rodzaj    |
| ------- | ----------- | --------- |
| 0727245 | Florentynów | część wsi |
| 0727251 | Krzywda     | część wsi |

W latach 1975–1998 miejscowość administracyjnie należała do województwa skierniewickiego.